# Emanuel Schreiber
Emanuel Schreiber (* 13. Dezember 1852 in Leibnik, Mähren; † März 1932) war ein Rabbiner und Publizist.
Emanuel Schreiber erhielt seine Ausbildung an der Jeschiwa in Leibnik und besuchte das rabbinische Seminar in Eisenstadt sowie an der Hochschule in Berlin (Doktorat in Heidelberg 1873). 1874 wurde er zum Lehrer an der Samson-Schule in Wolfenbüttel ernannt. Danach war er Rabbiner von Elbing (1875) und von Bonn (1878).
1881 folgte Schreiber einem Ruf in die Vereinigten Staaten nach Mobile, wo er bis 1883 als Rabbiner blieb, als er zum Rabbiner von Denver gewählt wurde. Später amtierte er in derselben Funktion in Los Angeles (1885–89), Little Rock (1889–1891), Spokane (1891–92), Toledo (1892–97) und Youngstown (1897–1899). Von 1899 an war er Rabbiner der Kongregation Emanu-EL, Chicago.
Schreiber gab von 1876 bis 1881 die „Jüdische Gemeinde- und Familien-Zeitung“ (später „Die Reform“) heraus und von 1893 bis 1896 den „Chicago Occident“. Er hat für die jüdische Presse zahlreiche Essays geschrieben.

## Publikationen
- Die Principien des Judenthums Verglichen mit Denen des Christentums, Leipzig 1877
- Abraham Geiger, ib. 1879
- Erzählungen der Heiligen Schrift, 4th ed., Leipzig, 1880
- Die Selbstkritik der Juden, Berlin, 1880, und Leipzig, 1890
- Graetz’s Geschichtsbauerei, ib. 1881
- Der Talmud vom Standpunkt des Modernen Judenthums, ib. 1881;
- The Talmud, Denver, 1884
- Reform Judaism and Its Pioneers, Spokane, 1892
- Moses Bloch, a Biography, Chicago, 1894
- The Bible in the Light of Science, Pittsburg, 1897